# Aubusson-d'Auvergne
Aubusson-d'Auvergne is een gemeente in het Franse departement Puy-de-Dôme (regio Auvergne-Rhône-Alpes) en telt 220 inwoners (2005). De plaats maakt deel uit van het arrondissement Thiers.

## Geografie
De oppervlakte van Aubusson-d'Auvergne bedraagt 6,8 km², de bevolkingsdichtheid is 32,4 inwoners per km².
De onderstaande kaart toont de ligging van Aubusson-d'Auvergne met de belangrijkste infrastructuur en aangrenzende gemeenten.

## Demografie
Onderstaande figuur toont het verloop van het inwonertal (bron: INSEE-tellingen).